# Achille Lauro (armatore)
Achille Lauro (Piano di Sorrento, 16 giugno 1887 – Napoli, 15 novembre 1982) è stato un armatore, politico, editore e dirigente sportivo italiano.
Proprietario di una delle più importanti flotte mercantili italiane, la Flotta Lauro, nel secondo dopoguerra fu il principale esponente del movimento monarchico. Sindaco di Napoli per due volte, deputato alla Camera e senatore della Repubblica, la parabola della sua leadership politica fu l'espressione di un fenomeno politico-sociale definito come "laurismo", caratterizzato dalla costituzione di "un esteso e ramificato sistema di interessi" su cui convergeva un largo consenso di stampo populista fondato sul culto di "'O Comandante", soprannome con cui era chiamato dai napoletani per via della sua professione di armatore a capo della Flotta Lauro.

## Biografia
Achille Lauro nacque il 16 giugno 1887 a Piano Di Sorrento, in provincia di Napoli, quinto dei sei figli di Laura Cafiero (1850-1930) e del piccolo armatore di velieri Gioacchino Lauro (1840-1913). Non aveva ancora 13 anni allorché il padre, contrariato per la sua scarsa applicazione agli studi, lo distolse dai libri per fargli provare la dura esperienza di mozzo a bordo di un suo veliero. Circa un anno dopo Lauro tornò a frequentare, con ben altro spirito, le aule della scuola.
Dopo aver terminato gli studi presso l'istituto tecnico nautico "Nino Bixio" divenne armatore come suo padre, acquisendo nel 1923 la nave da carico media "Lloyd", fondando la compagnia di navigazione Flotta Lauro e sviluppandola negli anni successivi, svolgendo un'attenta politica armatoriale, anche mediante l'assunzione in gestione di navi di terzi, diventando una delle più potenti flotte commerciali italiane di tutti i tempi e tra le più importanti aziende dell'Italia meridionale, nonché di un vero e proprio impero finanziario caratterizzato dalla compartecipazione alle sue attività da parte dei suoi dipendenti.

### Nell’epoca fascista
Gli affari di Lauro furono nondimeno agevolati dai suoi buoni rapporti con le alte gerarchie del fascismo; si iscrisse nel 1933 al Partito Nazionale Fascista e nel 1938 fu nominato consigliere nazionale della Camera dei Fasci e delle Corporazioni, facilitato in questa operazione dalla famiglia Ciano, che apparteneva al mondo armatoriale. Sempre in quel periodo ottenne, nel 1936, la carica di presidente della squadra di calcio del Napoli, prendendo il posto che fu di Giorgio Ascarelli, e lasciandola nel 1940 a Tommaso Leonetti.
Dopo la quattro giornate di Napoli e la sua liberazione dall'occupazione delle forze tedesche della Wehrmacht, il 9 novembre 1943 Lauro venne arrestato dagli Alleati angloamericani e internato nel campo di concentramento di Padula, in provincia di Salerno, sospettato di aver conseguito "profitti di regime e illecito arricchimento". Dopo quasi due anni di privazione della libertà, tra internamento e carcere, nel settembre 1945 fu assolto da ogni accusa con sentenza della corte d'appello di Napoli.

### Nel dopoguerra

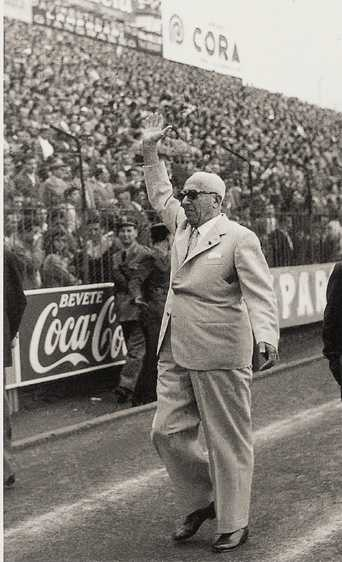
Lauro, in veste di presidente del, mentre saluta i tifosi

Nel secondo dopoguerra, dopo una iniziale adesione al movimento dell'Uomo Qualunque di Guglielmo Giannini sorto attorno all'omonimo giornale, si avvicinò al movimento monarchico di Alfredo Covelli, determinando con il suo apporto finanziario la nascita del Partito Nazionale Monarchico (PNM), dove ebbe grandi risultati nella carriera politica, grazie anche al suo consigliere Raffaele Cafiero, autore di molti suoi discorsi pubblici.
Alle elezioni politiche del 1948 preferì non candidarsi, limitandosi a sostenere uomini legati a lui (come il sottosegretario alla Marina mercantile Nicola Salerno) e contribuendo al risultato del PNM che conquistò 14 deputati e 3 senatori.

### Sindaco di Napoli
È stato sindaco di Napoli dal 9 luglio 1952 al 19 dicembre 1957 e, per pochi mesi, dal 4 febbraio al 29 novembre 1961. Nel periodo in cui fu sindaco della città indisse anche una campagna contro i film che proponevano una immagine distorta della città; nel 1959 tentò di entrare nel mondo del cinema e fondò la Partenope Cinematografica, ma l'unico film prodotto fu La contessa azzurra, di Claudio Gora, con Paolo Stoppa, Amedeo Nazzari e la futura moglie Eliana Merolla.
Alle elezioni amministrative del 1952 e del 1956 riuscì ad arrivare fino a circa 300.000 preferenze, quota mai raggiunta prima da un candidato alle elezioni locali. Alle politiche del 1953 ottenne 680.000 preferenze alla Camera dei deputati, anche questa quota mai raggiunta fino ad allora da nessun deputato, ma la sua elezione venne annullata per incompatibilità il 6 aprile 1954, in quanto era sindaco di Napoli e venne sostituito da Raffaele Guariglia.

### Partito Monarchico Popolare

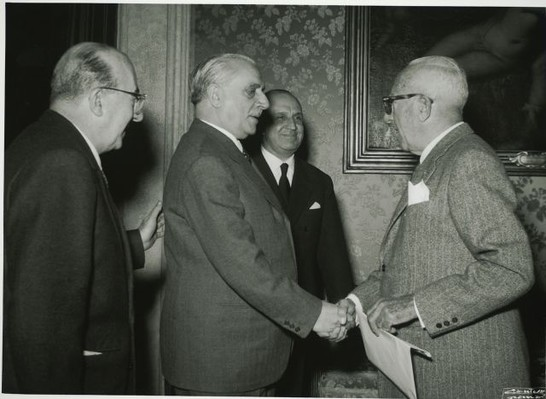
Achille Lauro col presidente del CNEL Pietro Campilli nel 1959

Il 2 giugno 1954, in contrasto con il segretario del PNM Covelli sulle alleanze politiche, avviò una scissione all'interno del PNM e fondò il Partito Monarchico Popolare (PMP), di cui divenne il leader e che, nelle elezioni politiche del 1958, ottenne un risultato molto deludente ma buono rispetto al PNM di Covelli: il 2,63% alla Camera e il 2,96% al Senato, eleggendo 14 deputati e 5 senatori al Parlamento, tra cui Lauro stesso come deputato alla Camera; in quelle stesse elezioni, dovette incassare la sconfitta personale nel seggio elettorale di Castellammare Di Stabia al Senato, in cui prevalse il democristiano Silvio Gava. Nella successiva III legislatura della Repubblica è stato capogruppo del gruppo parlamentare del PMP alla Camera, oltre che componente delle commissioni Affari costituzionali, Interni e Bilancio e partecipazioni statali.
Dopo le politiche del '58, sfumata anche la speranza del PMP di inserirsi nella maggioranza di governo, iniziò un progressivo riavvicinamento al PNM.

### Anni '60: PDIUM

Lauro insieme ad Alfredo Covelli

Nell'aprile 1959 Lauro, nel tentativo di arrestare, o almeno contenere, il prosciugamento del proprio bacino elettorale, aveva deciso insieme ad Alfredo Covelli di unificare i loro rispettivi partiti (PMP e PNM), dando vita al Partito Democratico Italiano, successivamente denominato Partito Democratico Italiano di Unità Monarchica (PDIUM); il 4 febbraio 1961 Lauro venne rieletto sindaco, grazie anche all'astensione dei democristiani in Consiglio comunale, con 30 voti su 75, poi si dimise da deputato l'11 aprile per evitare di nuovo l'incompatibilità e mantenne la carica, ma per soli pochi mesi fino al 29 novembre, quando il Comune venne commissariato dopo che gli unici partecipanti al Consiglio comunale erano i monarchici e i missini.
Alle elezioni amministrative del 1962 si candidò nuovamente a sindaco, ma, nonostante i monarchici avessero raggiunto la maggioranza relativa in Consiglio comunale, vinse il democristiano Vincenzo Mario Palmieri, quindi Lauro decise di rinunciare per sempre alle elezioni amministrative. Della sua attività da sindaco fece un ritratto critico, poco dopo, il film Le mani sulla città (1963) di Francesco Rosi.
Alle consultazioni del 1963 venne rieletto alla Camera, tra le liste del PDIUM nella circoscrizione Napoli-Caserta. Alle elezioni del Presidente della Repubblica Italiana dello stesso anno appoggiò l'elezione del democristiano doroteo Antonio Segni.
Nelle elezioni del 1968 venne eletto sia alla Camera che al Senato, optando per questo e lasciando il  seggio in quella al figlio Gioacchino, che però morì prematuramente durante il mandato il 1º maggio 1970.

### Anni '70: MSI-DN
Nel 1972 Lauro aderisce alla confluenza del PDIUM, insieme alla maggioranza del partito, nel Movimento Sociale Italiano di Giorgio Almirante, che divenne Movimento Sociale Italiano - Destra Nazionale, sancendo di fatto la scomparsa dei monarchici come forza politica autonoma. Con quel partito venne ancora una volta eletto alla Camera nelle politiche di quell'anno, e ancora nel 1976.
Nel dicembre 1977 partecipò alla scissione del MSI che diede vita alla Costituente di Destra - Democrazia Nazionale (CD-DN), nelle cui file venne ricandidato alle elezioni politiche del 1979 sia alla Camera che al Senato, ma non fu rieletto in nessuna delle due per via del pessimi risultati ottenuti da CD-DN, chiudendo amaramente la carriera politica all'età di 92 anni.

### Ultimi anni e morte
Fu anche editore del quotidiano napoletano Roma e presidente del Napoli, dal 1936 fino al 1969, quando fu sostituito dal giovane ingegnere e costruttore Corrado Ferlaino. Durante la sua lunga presidenza il Napoli visse più di colpi di mercato e promesse di grandezza che di risultati degni di nota (accanto a due retrocessioni poté vantare la sola conquista di una coppa Italia nel 1962), ma costituì comunque, per Lauro, un'enorme cassa di risonanza.
In tarda età, dal 1980, assistette al crollo finanziario della flotta Lauro, con la nascita della Lauro Line, che in seguito, nel 1987, venne inglobata nella MSC. Lauro fu accusato di voto di scambio, che sarebbe stato gestito regalando ai suoi elettori una scarpa sinistra prima del voto e la scarpa destra dopo il voto.
Lauro morì a Napoli il 15 novembre 1982, all'età di 95 anni, per un collasso cardiocircolatorio nella sua villa di via Francesco Crispi nº 73, nel quartiere Chiaia.
La camera ardente si tenne a casa sua il giorno dopo e vi partecipò molta gente comune da tutta Napoli, a cui si aggiunsero il presidente del Napoli Corrado Ferlaino assieme all'allenatore Massimo Giacomini. Il funerale fu molto movimentato e si svolse il 17 novembre nella chiesa di San Ferdinando; parteciparono almeno 3.000 persone, tra le quali persone che facevano il gesto delle corna, la Gioventù Monarchica, i missini (con questi ultimi che facevano i saluti romani all'uscita della chiesa); ciò impedì l'uscita del feretro, portato fuori dai marinai della Flotta Lauro; al funerale partecipò anche il sindaco comunista Maurizio Valenzi, che fu fischiato, e il capo dell'ufficio stampa del Napoli Carlo Juliano insieme ai calciatori Giuseppe Bruscolotti, Claudio Vinazzani e Luciano Castellini, con una rappresentativa della prima squadra e la formazione Primavera. Il corteo proseguì fino al municipio accompagnato da alcuni fedelissimi, che protestarono perché la bandiera non era listata a lutto; poi il feretro passò davanti alla sede della Flotta Lauro e il corteo si concluse al cimitero comunale di Piano di Sorrento, dove era già stata sepolta la moglie Angelina.
Lauro lasciò in eredità un patrimonio di oltre 300 miliardi di lire, ma senza testamento perché era molto superstizioso.

## Vita privata
Nel 1914 si fidanzò con la cugina Angelina D'Alessandro (1889-1968), che sposò il 23 maggio 1918 nella chiesa di Piano di Sorrento e da cui ebbe i suoi tre figli: Gioacchino (1920-1970), che seguì le orme del padre come politico, armatore e dirigente sportivo, Laura (1924) ed Ercole (1927-2011), ingegnere.
Rimasto vedovo della prima moglie, il 31 marzo 1971, all'età di 84 anni, sposò in seconde nozze la trentacinquenne Eliana Merolla (1936-2016), con una cerimonia privata nella piccola chiesa di San Benedetto; i due testimoni della coppia furono il senatore missino Gaetano Fiorentino e il dirigente sportivo del Napoli Andrea Torino; nel 1975 la moglie adottò a Hong Kong la piccola tailandese Tanya, che aveva solo sette mesi, che venne riconosciuta da Lauro. Le seconde nozze incrinarono il rapporto di Lauro con i figli.

## Tributi
Il 9 marzo 2010 è stato inaugurato a Sorrento il parcheggio Achille Lauro, costruito su un terreno donato da Lauro al comune.
Il 26 settembre 2014 il comune di Piano di Sorrento ha ricordato Achille Lauro apponendo una lapide commemorativa nei pressi della sua casa natale, in via Casa Rosa.
Il cantante e rapper romano Lauro De Marinis ha scelto Achille Lauro come nome d'arte in quanto - racconta - sin da piccolo il suo nome di battesimo "Lauro" veniva associato al cognome del famoso armatore ed ex sindaco di Napoli.

## Documentari
Nel 2014 Rai Storia ha prodotto un documentario dal titolo Lo sposo di Napoli. Appunti per un film su Achille Lauro, diretto da Giogiò Franchini e scritto da Nicola Barile e Luciano Stella.